# とさこちラジオw
とさこちラジオw（とさこちラジオダブル）は、高知放送ラジオで2022年3月28日から2024年3月28日まで放送していた午後のワイド番組である。午前中に放送する『とさこちラジオ』の午後の部的な立ち位置である。略称は、「こちダブ」。

## 概要
それまで放送していた『あさドレッわいど』『笑ジオ』の放送枠を統合して『とさこちラジオ』とともに2022年3月28日から高知放送新社屋で放送が開始されることに合わせて放送が開始された。『笑ジオ』は13時15分から16時40分までの放送だったが、放送時間を後ろにずらし放送する。週に一度、曜日不定期で16時20分からRKCテレビで同じ時間帯に放送している『こうちeye』に相乗りをする『ラジ×テレ』が新企画として始まりラジオのスタジオの様子は、テレビでも放送された。

## コーナー

### 月曜日
- 喜和さんの台所(毎月第1、3週 13:45頃 - ）
- 誠ちゃんの、まっことあかんやつ！(毎月第2、4週 13:45頃 - ）
- こうち子育て応援団(15:05頃 - )
- 園芸販売情報（15:45頃 - ）
- ラジ×テレ（16:20 - ）

### 火曜日
- ラジオ歴史小説「ジョン・マン」（14:10頃 - ）
- 堀内佳のコーヒーブレイク（第2、4週 13:45頃 - ）
- 藤井と纐纈のアナウンスダイアリー
- 週刊！季刊高知
- 耳よりてんこす情報
- ドクター野中の統合医療最前線（第1・3週 15:30 - ）
- 園芸販売情報（15:45頃 - ）
- GKHで！みんなしあわせ（16:00頃 - ）
- ラジ×テレ（16:20 - ）

### 水曜日
- ちょっとGOLFをしてみようかな（14:20頃 - ）
- あなたの街のサンプラザ（14:35頃 - ）
- こちらイライラ回収人（15:05頃 - ）
- ユナイテッド radio ～Road to J～（第1、3週 16:00頃 - ）
- 土佐市のほっとな情報お届け便（第2、4週 16:00頃 - ）
- 園芸販売情報（15:45頃 - ）
- ラジ×テレ（16:20 - ）

### 木曜日
- かつお上町回遊（第1・3週 13:45頃 - ）
- もぎたてフルーツだより（第2・4週 13:45頃 - ）
- 今日の生活一口メモ（14:35頃 - ）
- 和菓子のはなし（第1週 15:10頃 - ）
- こんにちは、正屋です（第4週 15:35頃 - ）
- 園芸販売情報（15:45頃 - ）
- ラジ×テレ（16:20 - ）

## パーソナリティー
- 月曜日 - 井上琢己、花房果子
- 火曜日 - 井津葉子、柴田恵介（しばっち）、筒井啓文
- 水曜日 - 有吉都、渡辺さおり
- 木曜日 - 丸山修、竹内有子

井上琢巳、花房果子、竹内有子、谷脇ななみは「笑ジオ」からの続投

## 過去のパーソナリティ
- 谷脇ななみ（主に火曜日担当）

## 放送時間
- 13:30 - 16:50